# Iksan
Iksan (coreeană: 익산시) este un oraș din Coreea de Sud.